# Mira Awad
Mira Awad (en hebreo מירה עווד; en árabe ميرا عوض), cuyo nombre real es Mira Anwar Awad, es una cantante, actriz y cantautora israelí, hija de padre cristiano israelí, y madre búlgara.
Representó a Israel junto a la cantante israelí Noa en el festival de Eurovisión de 2009 con la canción There must be another way.

## Biografía
Awad nació en Rama, en la Alta Galilea, hija de padre israelí (Anwar) y madre búlgara (Snejanka). 
Rodeada e influida por un fuerte vínculo musical, comenzó a cantar a los nueve años, y a componer con quince.
Estudió en la escuela Rimon de jazz y música contemporánea en Ramat Hasharon; participando en distintos trabajos de improvisación en Israel y el Reino Unido, con el apoyo del programa BiArts del consejo británico. Además de formarse en expresión corporal con la beca de la fundación cultural América-Israel.
A lo largo de su carrera siempre ha trabajado cerca del mundo artístico, compaginando distintos trabajos de vestuario, teatro, composición, interpretación...
Firme defensora de la coexistencia, y la resolución pacífica del conflicto de Oriente Medio, mediante la creación de un estado palestino y la existencia coordial de los dos pueblos, no duda a la hora de denunciar públicamente la construcción del muro de separación, o reivindicar los derechos de los árabe israelíes.
También muestra su lado ecologista, al manifestar su convicción de la coexistencia entre la raza humana y el resto de organismos vivos del planeta.
Es capaz de comunicarse con total normalidad en hebreo, búlgaro, árabe e inglés. Actualmente, Awad vive en Tel Aviv con su esposo israelí de origen judío, Kosta Mogilevych

## Música
Comenzó su carrera musical a los 16 años, como cantante de la banda de rock “Samana”, cantando temas en árabe; y que abandonó para ir a estudiar a Tel Aviv.
A finales de 2002 participa en el festival de música infantil “Festigal” (פסטיגל) con la canción “Parte hacia el viaje” (צא אל המסע) consiguiendo el sexto puesto.
Ese mismo año, colabora en el disco Now de la cantante Achinoam Nini, conocida internacionalmente como Noa, versionando el tema de The Beatles “We can work it out”, en lo que supone su primer trabajo internacional.
En 2004, y nuevamente junto a Noa, aparece ante 350.000 personas en el “Circo Massimo” de Roma, cantando el tema “Shalom, shalom”, al que aportó una estrofa en árabe. Producido por Quincy Jones, fue una de las muchas actuaciones que tuvieron lugar en el evento solidario We are the future. You are the answer retransmitido por la MTV a favor de los niños que viven en zonas en conflicto.
En el 2005 escribe junto a Idan Raichel el tema “Azini” (עזיני), y se presenta al Kdam (programa por el que Israel selecciona su representación en Eurovisión) con el tema “Zman” (زمان) - “Tiempo”.
En los últimos años han sido numerosas las colaboraciones de Mira con otros artistas desde el griego George Dalaras, el cantante de hip hop israelí Guy Mar, el rapero palestino Sameh Zakout “Saz”, los españoles La Oreja de Van Gogh, o el israelí David Broza... afianzando aún más las colaboraciones con su amiga Noa a lo largo de distintos conciertos en conjunto.
En 2010 firma un contrato con Sony Music España, para la producción de tres álbumes internacionales, el primero de ellos (bajo producción de Carlos Jean) se espera para 2011, con temas en inglés y castellano.

### Eurovisión
En 2009, como ya sucediera en anteriores ocasiones, la IBA (televisión pública de Israel) seleccionó al artista que representaría a Israel en el certamen de Eurovisión, reservando al Kdam la única decisión de la canción. En esta ocasión la artista seleccionada fue Achinoam Nini, quien propuso hacerlo a dúo con su amiga Mira Awad.
La propuesta para la selección constó de cuatro temas compuestos por ambas artistas y el guitarrista Gil Dor, todas ellas interpretadas en hebreo, árabe e inglés: “Will you dance with me”, “There must be another way”, “Faith in the light” y “Second chance”; siendo seleccionada la segunda para ir a Moscú.
Con esta representación, era la segunda vez que una canción del certamen europeo se cantaba en árabe, y Mira Awad se convertía en la primera árabe en representar a Israel. 
Con todo esto, surgió la polémica, eran muchas las voces que reclamaban (a ambos lados) la abstención de Awad en el certamen, por un lado se le acusaba de colaborar con Israel para dar una imagen falsa (más aún teniendo en cuenta que el conflicto contra Gaza se había recrudecido), y por el otro lado se le acusaba de ser antiisraelí utilizando unas declaraciones, vertidas por la artista años antes, en las que decía no sentirse identificada con los símbolos nacionales (eso sí, omitiendo el detalle que en aquel entonces ella especificaba, de ser símbolos exclusivamente judíos, que por tanto no representaban a todas las confesiones del país).
A pesar de las numerosas ofertas para no asistir a la capital rusa, ambas consiguieron seleccionar a Israel a la final del certamen. Obteniendo 53 puntos y un discreto puesto 16, pero lanzando al mundo el mensaje de que es posible otro camino (tal y como decía la canción).

### Bahlawan
Hasta 12 años llevaban escritas algunas de las canciones que se incluyen en el álbum debut de Awad. Bajo el título Bahlawan (“acróbata” en árabe) se editan 10 temas nuevos compuestos por la cantante, y grabados mayoritariamente en árabe, con alguna aportación en inglés. Además de completarse con un remix de J. Viewz y el tema que defendió en Eurovisión. Bajo la etiqueta Helicon, superó las 10 000 copias en Israel. Y llega a España de la mano de Resistencia.
El álbum producido y arreglado por el músico y profesor Amos Ever-Hadani, compositor de la música “And I am a forest” (Y soy un bosque), cuenta con la participación de Noa y Gil Dor en el tema “A word” (Una palabra), que también incluyeron en su disco en conjunto. El álbum la lleva a realizar una gira internacional de presentación durante 2010.

### Colaboraciones
En 2009, Awad lanzó un mensaje de paz al mundo a través su colaboración en el largometraje de La oreja de Van Gogh en Israel. Incluía la canción Jueves, que interpretó junto a David Broza y La oreja de Van Gogh, dedicada a los atentados del 11-M, y cantada en castellano, árabe y hebreo en el largometraje a caballo entre documental, ficción y concierto en Tel Aviv.

### All my faces
En 2011, lanzó su disco All my faces manteniendo su línea y su esencia. Cantó canciones en inglés y árabe. Fue uno de sus tres discos producidos con el productor español Carlos Jean.

## Teatro
El teatro, es el medio interpretativo en el que más trabajos ha desarrollado. Debuta en el teatro en 1999, en un musical árabe en Nazaret. Un año después aparecerá en escena en Haifa, con un espectáculo para niños. Entre 2000 y 2001, representa tres obras en la ciudad de Jaffa. Su primer gran éxito aparece en el verano de 2002, con su papel de Eliza Doolittle en la producción My fair lady dirigida por Micha Levinson. Tras eso la participación teatral aumenta, trabajando en el Teatro Cameri de Tel Aviv, y alternando con distintos musicales e interpretaciones para el público infantil y juvenil. En 2006 interpreta a un soldado en la adaptación de la novela de Maya Arad Another place, a foreign city.
Además de interpretar, desarrolla, en ocasiones, labores de vestuario, composición e interpretación musical.
Cuenta con una mención de honor al diseño de vestuario por Mis vacaciones de verano (החופש הגדול שלי) en el Festival de teatro infantil de Haifa en 2004. 
En 2008 recibe el premio “Excelencia cultural” en la categoría de actriz de teatro.

## Cine
Distintas son las facetas en las que Mira ha trabajado en su trayectoria cinematográfica. 
En 1996, se ocupa del diseño de vestuario del film de Elia Suleiman Chronicle of a disappearance.
Comienza su trabajo interpretativo en cortometrajes, para debutar en el largometraje de Eytan Fox Ha-Buah - The Bubble (2006), en el personaje de Samira. En 2009, protagoniza junto a Mohammad Bakri, el film Zindeeq del director Michel Khleifi.
Importantes son también su labor como intérprete en canciones de bandas sonoras, como  “Ya Binti” para la cinta de Udi Aloni Forgiveness (2006), y “Lemon tree” para el film de Eran Riklis Etz limon (2008).

## Televisión y radio
Goza de gran popularidad en Israel, gracias en parte, a su trabajo mediático en televisión. En 2003 presenta un programa para la IETV, la televisión educativa del país (Canal 23), con un programa de literatura árabe para niños, cuyo objetivo es fomentar el cultivo de la lectura entre los jóvenes estudiantes árabes; y en el que se contaban cuentos tratando temas como la dignidad humana, los valores familiares, las distintas emociones...
Como actriz participa en la serie dramática Noah’s ark en el papel de Ruthi.
En 2007, forma parte del elenco principal de Arab labor (עבודה ערבית / شغل عرب), una comedia de gran éxito, en el que interpreta a  Amal, una abogada que trabaja para una asociación de los derechos civiles, de la que se enamora Meir (Mariano Idelman) el amigo del protagonista.
Tampoco las emisiones radiofónicas le son extrañas, en ocasiones, colabora con la emisora radio99 de Israel. 
Ha concursado en la quinta temporada del programa Rokdim Im Kokhavim (Dancing with the stars) junto al bailarín Dani Yochtman, alcanzando la cuarta posición.
En julio de 2010 se estrena la segunda temporada de Arab labor en el canal 2 de Israel.

## Discografía

### En solitario
- Bahlawan (2009) - Helicon Records / Resistencia Records
- "All My Faces" (2011) - Sony Music

### Con otros artistas
- There must be another way (Noa & Mira Awad, 2009) - Universal Music

### Colaboraciones y recopilatorios
- Now (Noa, 2002) - Universal Music (tema: “We can work it out”)
- Mema’amakim (The Idan Raichel Project, 2005) - Helicon Records (tema: “Azini”)
- Mesogios - 30os-40os Paralillos (George Dalaras, 2006) - EMI Music (temas: “Tayomro e-shita, After all the rain” & “Yad Anuga, A delicate hand”)
- We are the future. Roma 2004 (Varios artistas, 2007) - Sony BMG (tema: “Shalom, shalom”) Editado en DVD
- Ein Li Ma Lehitlonen (Guy Mar, 2009) - Hatav Hashmin (tema: “Ani VeAta)
- Eurovision Songcontest. Moscow 2009 (Varios artistas, 2009) - EMI (tema: “There must be another way”, junto a Noa)
- Nuestra casa a la izquierda del tiempo. Un viaje al mar muerto (La Oreja de Van Gogh, 2010) - Sony Music (tema: “Jueves”, también junto a David Broza) Editado en DVD.